# Emissari del male
Gli Emissari del male (The Emissaries of devil) sono un immaginario gruppo di personaggi che compare nei fumetti pubblicati negli Stati Uniti d'America dalla Marvel Comics creati da Stan Lee (testi), Gene Colan (disegni) e John Tartaglione (chine). Supercriminali coalizzatisi per sconfiggere Devil, sono apparsi la prima volta in Daredevil Annual (vol. 1) n. 1 (1967).

## Storia
Gli Emissari del male erano stati creati da Electro per eliminare Devil.
La formazione degli Emissari del male, non è una formazione particolarmente letale ma è composta da Electro, Leap-Frog, Matador, Stilt-Man, e il Gladiatore, erano stati riuniti da Electro e Matador con lo scopo di eliminare Devil. Electro aveva recuperato in un fiume Stilt-Man dopo esser stato sconfitto da Devil e Uomo Ragno, grazie alle sue potenti scariche elettriche, rimise in carica Stilt-Man e gli propose di far parte di un gruppo di cattivi che avrebbe ucciso il diavolo rosso. Dopo un'assidua ricerca in ogni remoto angolo di mezza Europa, riesce a rintracciare e stanare il Gladiatore, che accettò senza farsi implorare poiché, per lui, niente era più importante della fine di Devil. Già precedentemente aveva preso accordi con il potente Leap-Frog, ed infine riuscì a stabilire contatto anche con il bizzarro Matador.
Devil dopo aver accuratamente sottoposto il proprio corpo ad un duro allenamento, decide di perlustrare la città con l'intento di trovare qualche traccia di crimine, ma mentre sta volteggiando in mezzo ai grattacieli con i suoi lazzi, viene distratto dalla presenza di Electro e il Matador che in un vicolo stanno tramando qualcosa. Electro sta proponendo al Matador di unirsi ad un gruppo di supercriminali con l'intento di vendicarsi delle numerose sconfitte inflitte dal diavolo custode.
Dapprima Electro e il Matador sconfiggono Devil mettendolo al tappeto senza ucciderlo, con la promessa presuntuosa e stolta, che l'avrebbero potuto eliminare quando e come avrebbero voluto, e così il primo scontro finì a favore degli emissari con Devil che per qualche secondo rimase privo di sensi a terra. In seguito Devil li affronterà uno alla volta, prima il Matador gettato in acqua e fuggito a nuoto, Stilt-Man in un vicolo ombroso e poi Leap-Frog che attira Daredevil in una centrale elettrica nascondiglio di Electro, dove si trova di fronte a tutti gli Emissari del male. Daredevil avrà la meglio, combattendoli tutti insieme e sconfiggendoli con umiliazione.